# Mota (langue)
Pour les articles homonymes, voir Mota.
Le mota est une langue parlée par 750 personnes au nord du Vanuatu sur l’île du même nom, dans l’archipel des îles Banks.
Comme toutes les langues autochtones du Vanuatu, le mota appartient au groupe des langues océaniennes, lui-même une branche de la grande famille des langues austronésiennes.

## Histoire
Durant la période 1840-1940, les missionnaires anglicans de la Melanesian Mission choisirent le mota comme langue d'évangélisation. Ceci donna lieu à la production de nombreux documents sur et dans cette langue, en particulier les ouvrages de Robert Henry Codrington (en).

## Phonologie
Le mota a 19 phonèmes, soit l’inventaire le plus réduit parmi les langues des îles Banks et Torrès. Les conventions orthographiques utilisées pour écrire le mota sont présentées dans les tableaux ci-dessous, à côté du symbole en alphabet phonétique international.

### Voyelles
Le mota, contrairement aux autres langues de la région, a conservé les cinq voyelles du proto-océanien,.
|          | Antérieures | Centrale | Postérieures |
| -------- | ----------- | -------- | ------------ |
| Fermées  | /i/ u       |          | /u/ u        |
| Moyennes | /ɛ/ e       |          | /ɔ/ o        |
| Ouverte  |             | /a/ a    |              |

### Consonnes
Le mota a 14 phonèmes consonantiques, dont des consonnes labiales-vélaires avec un relâchement spirant en [w], courantes dans les langues de la région.
|                    | Labio-vélaires | Bilabiales  | Alvéolaires | Vélaires |
| ------------------ | -------------- | ----------- | ----------- | -------- |
| Occlusives sourdes | /k͡pʷ/ q        | /p/ p       | /t/ t       | /k/ k    |
| Fricatives         |                | /v/ [v~f] v | /s/ s       | /ɣ/ g    |
| Nasales            | /ŋ͡mʷ/ m̄        | /m/ m       | /n/ n       | /ŋ/ n̄    |
| Latérale           |                |             | /l/ l       |          |
| Vibrante           |                |             | /r/ r       |          |
| Semi-consonnes     | /w/ w          |             |             |          |

## Grammaire

### Pronoms personnels
Le mota distingue quatre nombres ; il fait également la distinction entre le « nous » exclusif et inclusif, mais ne différencie pas les genres (ni peut signifier aussi bien « elle » que « il »).
| Personne | Personne  | Singulier | Duel  | Triel  | Pluriel     |
| -------- | --------- | --------- | ----- | ------ | ----------- |
| 1re      | inclusive |           | nara  | natol  | nina        |
| 1re      | exclusive | nau, na   | kara  | katol  | kamam       |
| 2e       | 2e        | ko, niko  | kamra | kamtol | kamiu       |
| 3e       | 3e        | ni, nia   | rara  | ratol  | nira, neira |